# Schmidtiana spinicollis
Schmidtiana spinicollis là một loài bọ cánh cứng trong họ Cerambycidae.